# Annamária Móré Sághi

Annamária Móré Sághi (n. 18 februarie 1948, Arad) Artist decorator.
Studii: Institutul de Arte Plastice și Decorative “Ion Andreescu” din Cluj-Napoca, secția textile, clasa profesorilor Iosif Bene și
Ileana Balotă, promoția 1972

## Biografie și expoziții
1972-1999 creator de imprimeuri la Fabrica Textilă UTA și Teba din Arad. Din 2002 decoruri și
costume la Teatrul Vechi Arad.

Paralel cu aceasta a partcipat la expozițiile
filialei din Arad a Uniunii Artiștilor Plastici din
România, a cărei membru titular este.
Expoziții personale: 1979 – Arad, Clubul
Presei – proiecte de imprimeu pentru copii; 1982
– Arad, galeria ALFA – desen și tapiserii; 1983 –
București, Casa de Cultură “Petofi”; 1983 – Oradea,
Galeria Mică - tapiserii; 1992 – Curtici – pasteluri;
1992 – Wurtzburg (Germania) – pasteluri; 1999 –
Stevenage (Anglia) – mini peisaje; 2002 – Arad,
Clubul “jelen” – acuarele; 2002 – Arad, Clubul
“Jelen” – “Teatru”; 2006 – Oradea, galeria “Tibor
Erno” – Culori și lumini” – acuarele și pasteluri;
2007 – Kispesti Kaszino – desene, pasteluri,
tapiserie
Expozții de grup: 1974 – Zdrenjanin
(Yugoslavia); 1975 – Bekescsaba (Ungaria); 1988
– Arad, galeria ALFA, “Estetica urbană”; 1987
– București, Sala DALLES – Expoziția artștilor
arădeni; 1988 – Praga (Cehoslovacia) – Congresul
modei; 1992, 1994, 1996 – Gyula (Ungaria), sala
Durer – “Strângeri de mâini”; 1995 – Timișoara,
Muzeul Banatului – desene; 1996, 1997, 1999
– Arad, Muzeul de Artă – expoziția de pietre
prețioase; 1996 – Arad, Centenarul Turnului
de Apă; 1997, 1999 – Expozițiile itinerante
a Fundației “Alma Mater”- Arad, Brașov, Sf.
Gheorghe, Odorheiul Secuiesc, Tg. Secuiesc;
1998 – Arad, Muzeul de Artă, Sala CLIO – tapiserii;
1998 – Kaposvar (Ungaria) – expoziția artiștilor
arădeni; 2000 – Heidelberg (Germania) “Forum
fur Kunst” Galerie – expoziția artiștilor arădeni;
2001 – Satul Nou, Salonta – expoziția artiștilor
arădeni; 2001 – Expoziția itinerantă a Serviciului
de Ajutor Maltez în Germania.
Expoziții naționale și internaționale: 1984
– București, Sala DALLES – Salonul Național
de Design – imprimeuri; 1989 – București,
Sala DALLES – Quadrienala Artelor Decorative
– imprimeuri; 1999 – Arad, Galeria DELTA –
Bienala Națională de Desen; 2002 – București,
sălile Teatrului Național “Târgul Internațional de
Arte vizuale (T. I. A.V.) 2002 – tapiserii; 2002 –
București, Galeria APOLLO – Expoziția itinerantă
internațională “Orbis Pictus: Europa”
Lucrări în colecții particulare: Canada,Elveția,
Germania, Italia, SUA, Ungaria, Belgia.

## Lucrări și cronică
|  | Annamária Móré Sághi a abordat tehnici dintre cele mai diverse: acuarelă, desen, pastel, tehnică mixtă, imprimeu, dar s-a impus decisiv prin tapiserie. Modul său de a țese, ne duce la tradiția “păretarului”, ca urmare, în concepția sa tapiseria constituie un decor textil, destinat pereților unor încăperi. Principalul ei mijloc de expresie, este culoarea. În cromatica sa intră relativ puține tonuri: brunuri, roșuri întunecate, galbenuri dense și ocruri pretențioase. Artista le folosește pentru a realiza o compoziție quazi picturală, de o rezonanță gravă. Prin această însușire, tapiseriile Annamária Móré Sághi participă cu un real succes la realizarea unei atmosfere calde, intime, propice meditației. | — Horia Medeleanu |